# Irský setr
Irský setr (anglicky Irish setter), známý také jako červený setr , je plemeno loveckých a rodinných psů. Bylo vyšlechtěno v 19. století z kontinentálního španěla, anglického setra a pointera. Za starší z obou ras irských setrů se považuje irský červenobílý setr.

## Historie

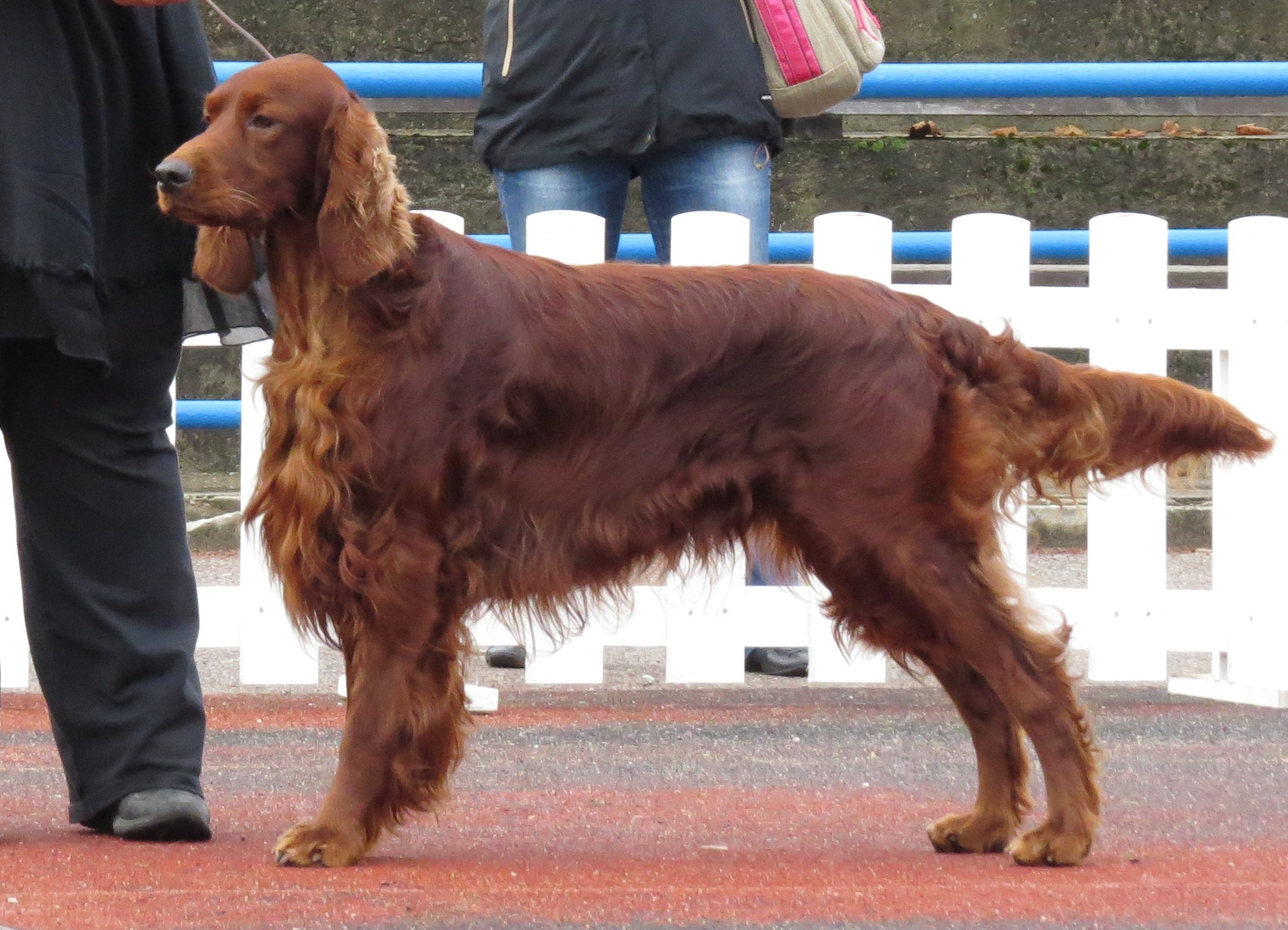
Výstavní irský setr

Vznikl v Irsku pravděpodobně systematickým křížením Irského červenobílého setra s neznámým červeným psem. Původně se vedle sebe choval jak irský červený setr, tak červenobílý setr a jejich majitelé je běžně křížili ve snaze získat co nejlepší jedince pro práci. Červených setrů však bylo zpočátku méně. Teprve postupně začala jejich obliba stoupat, protože byli považováni za elegantnější. V Irsku se jim dodnes říká modderhu, v překladu to znamená "červený pes".
Největší rozmach v chovu irských červených setrů nastal ve druhé polovině 19. století. V Čechách se začal irský setr objevovat nejdříve především na šlechtických honitbách, ale koncem 19. století, kdy nastal rozvoj myslivosti a chovu zvěře, vzrůstal i počet chovných stanic a za první republiky jich bylo již nepočítaně. Dnes je u nás registrováno několik desítek chovných psů a fen v reproduktivním věku.

### Původ názvu setr
Slovo setr (anglicky setter) se vysvětluje jako „stavěcí pes“ (z angl. to set), tedy pes, který pánovi označí místo, kde se nachází ulovená kořist.

## Povaha
Z hlediska myslivosti je výcvik trochu náročnější než u ostatních loveckých psů, proto není mezi myslivci tak rozšířen. Přesto je to vynikající lovecký pes s dobrým nosem, výbornou pracovní způsobilostí, vytrvalostí, temperamentem a neutuchající ochotou k práci. Mezi majiteli je oblíbený také pro svoji hravost, přítulnost, laskavost a oddanost. Není agresivní, naopak je mírný, kamarádský a spolehlivý.
Děti má rád a umí s nimi vycházet. Dětské hry mu nevadí, dalo by se naopak říct, že si „všechno nechá líbit“.
Je vhodné jej chovat ve větší smečce s ostatními psy, protože není přehnaně dominantní ani agresivní, takže s nimi dobře vychází. I s ostatními domácími zvířaty vychází dobře, ale protože rád pronásleduje rychle se pohybující předměty, je možné, že začne pronásledovat i utíkající zvířata.
Cizí lidé mu nevadí a většinou je ignoruje. Je to dobrý hlídač — má vysoký hlas a na všechny nezvané návštěvníky upozorní.

## Péče

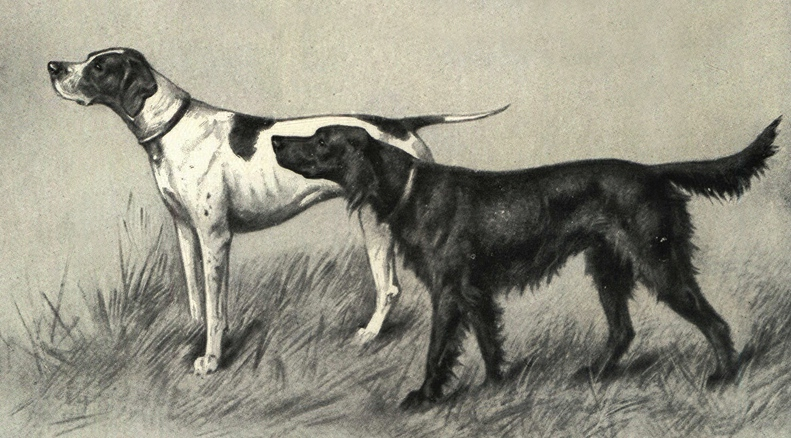
Pointr a irský setr na staré malbě

### Péče o srst
Srst irského setra líná 2x ročně, na jaře a na podzim. V tomto období je nutné ji často vyčesávat. Mimo tyto doby ale stačí vyčesat jej jednou za týden. Voda jeho srsti nevadí. Na výstavy je vhodné srst rozčesávat hřeblem, protože se požaduje, aby byla srst rovná a nezacuchaná.

### Pohyb
Irský setr je velmi aktivní a hbitý a vyžaduje proto hodně pohybu. Je pro něj vhodný veškerý pohyb, od plavání až po horské túry. Nejvíce uplatnění ale najde jako pes lovecký. Pokud mu majitel nedopřeje dostatek pohybu, bude si svoji přebytečnou energii ukládat do tuků nebo ji využije na ničení zahrady. Takoví jedinci i často utíkají.

### Výcvik a výchova
Je tvrdohlavý, ale velmi rychle a rád se učí. Co se naučí, nikdy nezapomene. Výcvik je nutností, bez něj se může stát nezvladatelným nebo agresivním vůči okolí. Jeho výcvik může vést i začínající chovatel. Je třeba velká dávka trpělivosti.